# Países mais medalhados por esporte nos Jogos Olímpicos de Verão de 2008
A seguir uma lista com o país vencedor de cada esporte nos Jogos Olímpicos de Verão de 2008 (e suas respectivas medalhas), com base no mesmo critério do Quadro de Medalhas completo: primeiro o número de medalhas de ouro, em seguida o de pratas e bronzes. Para detalhes do quadro de medalhas de cada esporte, clique no nome do esporte na primeira coluna da tabela.
| Esporte              | País                             |    |   |    | Total |
| -------------------- | -------------------------------- | -- | - | -- | ----- |
| Atletismo            | USA Estados Unidos               | 7  | 9 | 7  | 23    |
| Badminton            | CHN China                        | 3  | 2 | 3  | 8     |
| Beisebol             | KOR Coreia do Sul                | 1  | 0 | 0  | 1     |
| Basquetebol          | USA Estados Unidos               | 2  | 0 | 0  | 2     |
| Boxe                 | CHN China                        | 2  | 1 | 1  | 4     |
| Canoagem             | GER Alemanha                     | 3  | 2 | 3  | 8     |
| Ciclismo             | GBR Grã-Bretanha                 | 8  | 4 | 2  | 14    |
| Esgrima              | FRA França                       | 2  | 2 | 0  | 4     |
| Futebol              | USA Estados Unidos ARG Argentina | 1  | 0 | 0  | 1     |
| Ginástica            | CHN China                        | 11 | 1 | 5  | 17    |
| Halterofilismo       | CHN China                        | 8  | 1 | 0  | 9     |
| Handebol             | FRA França NOR Noruega           | 1  | 0 | 0  | 1     |
| Hipismo              | GER Alemanha                     | 3  | 1 | 1  | 5     |
| Hóquei sobre a grama | GER Alemanha NED Países Baixos   | 1  | 0 | 0  | 1     |
| Judô                 | JPN Japão                        | 4  | 1 | 2  | 7     |
| Lutas                | RUS Rússia                       | 6  | 3 | 2  | 11    |
| Nado sincronizado    | RUS Rússia                       | 2  | 0 | 0  | 2     |
| Natação              | USA Estados Unidos               | 12 | 9 | 10 | 31    |
| Pentatlo moderno     | GER Alemanha RUS Rússia          | 1  | 0 | 0  | 1     |
| Pólo aquático        | HUN Hungria NED Países Baixos    | 1  | 0 | 0  | 1     |
| Remo                 | GBR Grã-Bretanha                 | 2  | 2 | 2  | 6     |
| Saltos ornamentais   | CHN China                        | 7  | 1 | 3  | 11    |
| Softbol              | JPN Japão                        | 1  | 0 | 0  | 1     |
| Taekwondo            | KOR Coreia do Sul                | 4  | 0 | 0  | 4     |
| Tênis                | RUS Rússia                       | 1  | 1 | 1  | 3     |
| Tênis de mesa        | CHN China                        | 4  | 2 | 2  | 8     |
| Tiro                 | CHN China                        | 5  | 2 | 1  | 8     |
| Tiro com arco        | KOR Coreia do Sul                | 2  | 2 | 1  | 5     |
| Triatlo              | AUS Austrália                    | 1  | 0 | 1  | 2     |
| Vela                 | GBR Grã-Bretanha                 | 4  | 1 | 1  | 6     |
| Voleibol             | USA Estados Unidos BRA Brasil    | 1  | 1 | 0  | 2     |